# ۲۹ اوت
۲۹ اوت دویست و چهل و یکمین (در سال‌های کبیسه دویست و چهل و دومین) روز سال در گاه‌شماری میلادی است. ۱۲۴ روز تا پایان سال باقی‌است.

## رویدادها
- ۱۹۴۱ - عملیات بارباروسا: تالین، پایتخت استونی به تصرف نیروهای آلمانی درآمد.

## زادروزها
- ۱۶۳۲ – جان لاک، فیلسوف انگلیسی
- ۱۸۸۱ – آلفرد فیشر، معمار آلمانی (د. ۱۹۵۰)
- ۱۹۱۵ – اینگرید برگمن، بازیگر سوئدی ( د. ۱۹۸۲)
- ۱۹۵۸ – مایکل جکسون، خواننده-ترانه‌سرا، تهیه کننده، رقصنده و بازیگر آمریکایی (د. ۲۰۰۹)
- ۱۹۶۹ – لوسرو، خواننده، بازیگر و مجری اهل مکزیک

## درگذشت‌ها
- ۱۹۸۲ - اینگرید برگمن، بازیگر سوئدی
- ۲۰۱۶ - جین وایلدر، بازیگر، کارگردان و

نویسنده آمریکایی

## مناسبت‌ها
- روز جهانی مخالفت با آزمایش‌ سلاح های هسته‌ای[۱]